# Meragisa politia
Meragisa politia är en fjärilsart som beskrevs av Druce 1887. Meragisa politia ingår i släktet Meragisa och familjen tandspinnare. Inga underarter finns listade i Catalogue of Life.